# Plutarh al Bizanțului
Plutarh (în limba greacă: Πλούταρχος), a fost un episcop al Bizanțului timp de șaisprezece ani (89-105), fiind succesorul lui Policarp. Când a murit, el a fost înmormântat în biserica din Argyroupolis, acolo unde au fost îngropați și predecesorii săi. Persecuția creștinilor de către împăratul Traian a avut loc în 98, în timpul episcopiei lui Plutarh. 
| Funcții religioase     | Funcții religioase           | Funcții religioase |
| ---------------------- | ---------------------------- | ------------------ |
| Predecesor: Policarp I | Episcop al Bizanțului 89–105 | Succesor: Sedecion |